# Gerd Sonntag (Schriftsteller)

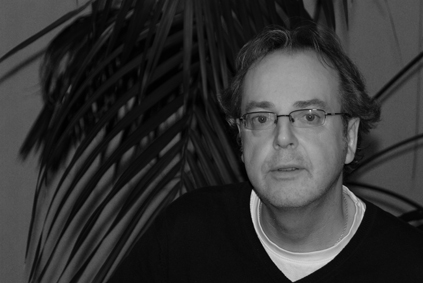
Gerd Sonntag (2010)

Gerd Sonntag (* 23. Juni 1962 in Geilenkirchen) ist ein deutscher Bibliothekar und Schriftsteller.

## Leben
Gerd Sonntag studierte Bibliothekswesen in Köln und leitete von 1990 bis 2023 die Stadtbibliothek in Heinsberg. Von 1993 bis 1999 gab er die Literatur- und Kunstzeitschrift Janus heraus und veröffentlichte in seinem Verlag reson edition Romane, Kurzprosa und Gedichtbände (u. a. von Egidius Paul Rütten und Jörg Kremers). Er schreibt Gedichte, Romane, Aphorismen, Essays und Buchbesprechungen. Sein erster Roman Also bin ich  erschien 2010. Er ist Mitglied im Verband deutscher Schriftsteller.
Gerd Sonntag lebt in Geilenkirchen.

## Werke

### Einzeltitel
- mit Egidius Paul Rütten: begebnisse. Gedichte. Bilder von Ortwin A. Derichs. reson edition, Heinsberg 1994, ISBN 3-931061-00-0.
- cerise. Gedichte. Mit Bildern von Beate Bündgen. Sassafras Verlag, Krefeld 1999, ISBN 3-922690-79-3.
- Aus der Sammlung der Gespenster. Gedichte. Wiesenburg Verlag, Schweinfurt 2003, ISBN 3-932497-85-6.
- mit Maximilian Zander: teils-teils. Aphorismen. Bilder von Hans-Peter Trampert. Wiesenburg Verlag, Schweinfurt 2004, ISBN 3-937101-14-4.
- Schattenseiten. Gedichte. Bilder von Ursula Brunbauer. Edition Bauwagen, Itzehoe 2006.
- mit Jörg Kremers: Also bin ich. Roman. Pop Verlag, Ludwigsburg 2011, ISBN 978-3-86356-004-1.
- Giovanni Santi malt eine Fliege. Gedichte. Silver Horse Edition, Marklkofen 2011, ISBN 978-3-937037-47-9.

### Beiträge in Anthologien und Zeitschriften (Auswahl)
- Axel Kutsch (Hrsg.): Orte. Ansichten. Deutschsprachige Lyrik der Gegenwart. 1997.
- Axel Kutsch (Hrsg.): Blitzlicht. Deutschsprachige Kurzlyrik aus 1100 Jahren. 2001.
- Axel Kutsch (Hrsg.): Zeit. Wort. Deutschsprachige Lyrik der Gegenwart. 2003.
- Theo Breuer (Hrsg.): NordWestSüdOst. Gedichte von Zeitgenossen. 2003.
- Shafiq Naz (Hrsg.): Der deutsche Lyrikkalender 2010. 2009.
- Peter Ettl (Hrsg.): Die inneren Fernen. Wo ich zu Hause bin. 2009.
- Axel Kutsch (Hrsg.), Versnetze, Versnetze_zwei, Versnetze_drei, Versnetze_vier, Versnetze_fünf. Deutschsprachige Lyrik der Gegenwart (2008, 2009, 2010, 2011, 2012).
- Werner Bucher (Hrsg.), Poesie-Agenda 2010.
- Rainer Stolz, Udo Wenzel (Hrsg.): Haiku hier und heute. 2012.

Literaturzeitschriften: Faltblatt, Federwelt, Muschelhaufen, Ort der Augen, Zeichen & Wunder u. a.

## Auszeichnungen
- Prosa Debütpreis des Ludwigsburger Pop Verlags 2011 für den Roman Also bin ich.